# ガンワ
ガンワ（Ganwa）は、伝統的にブルンジを統治していた王家グループの名前である。彼らはフツでもツチでもない明確な社会階級を形成していたが、親ツチ寄りであった。 彼らは、別個の社会文化的グループとして認められるよう、いくつかのアピールを開始した。 